# Banda base
Banda base (em inglês: bandbase), em telecomunicações, é a banda de frequência encarregada de todos os sinais transmitidos usados para modular uma porta para transmissão.  Nos aparelhos celulares, administra as comunicações de rádio e a troca de informações com a antena dos dispositivos; no iPhone, também comanda o wi-fi e bluetooth.